# Quartiers de Copenhague
Les quartiers de Copenhague sont des regroupements informels, cependant la commune de Copenhague a divisé la ville en 10 quartiers administratifs, qui ont souvent des caractères hétérogènes, et qui ne sont donc pas, la plupart du temps, considérés comme de véritables quartiers.
Entre 2002 et 2007, il y a eu une autre division territoriale et administrative de Copenhague comprenant un total de 15 districts administratifs. les districts étaient Bispebjerg, Brønshøj-Husum, Christianshavn, Indre By, Indre Nørrebro, Indre Østerbro, Kongens Enghave, Sundbyvester, Sundbyøster, Vesterbro, Ydre Nørrebro, Ydre Østerbro, Valby, Vanløse, Vestamager

## Quartiers administratifs

Carte des 10 quartiers administratifs de Copenhague.
A: Indre By ("centre-ville")
B: Østerbro
C: Nørrebro
D: Bispebjerg
E: Brønshøj-Husum
F: Vanløse
G: Valby
H: Vesterbro/Kongens Enghave
I: Amager Vest
J: Amager Øst
Municipalités voisines :
K: Frederiksberg
L: Gentofte
M: Gladsaxe
N: Herlev
O: Rødovre
P: Hvidovre
Q: Tårnby.

Copenhague comprend 10 quartiers administratifs, utilisés pour les services statistiques, fiscaux et administratifs. Ils n'ont cependant pas d'autonomie et ne sont pas utilisés pour le maillage électoral tant pour les élections législatives que locales. Il s'agit de : 
- Indre By
- Vesterbro/Kongens Enghave
- Nørrebro
- Østerbro
- Amager Øst
- Amager Vest
- Valby
- Bispebjerg
- Vanløse
- Brønshøj-Husum

## Quartiers informels
Copenhague est divisé en de nombreux autres quartiers informels : 
- Indre By
  - Middelalderbyen
  - Frederiksstaden
  - Gammelholm
  - Slotsholmen
  - Nyboder
  - Christianshavn
    - Christiania

  - Holmen

- Amager
  - Amagerbro
  - Islands Brygge
  - Ørestad
  - Sundbyvester

- Vesterbro
  - Le Meatpacking District
  - Carlsberg
  - Kalvebod Brygge
    - Havneholmen

- Kongens Enghave
  - Sydhavnen
    - Sluseholmen
    - Teglholmen

- Valby
  - Carlsberg
  - Tingbjerg
  - Vigerslev

- Østerbro
  - Nordhavn
  - Ryparken